# 萨阿德·哈里里
萨阿德·哈里里（阿拉伯语：‎；1970年4月18日—）出生於沙地阿拉伯的利雅德，是一名沙地阿拉伯及黎巴嫩的商人及政治家，前黎巴嫩總理。

## 政治生涯

### 步入政坛
他是已故前黎巴嫩總理拉菲克·哈里里的次子，在父親遇刺逝世後，萨阿德·哈里里成為父親的繼承人，領導未來陣線參與黎巴嫩議會。

### 第一任期
哈里里所属的三月十四日联盟在2009年6月7日的议会选举中赢得多数席位，战胜了以真主党为主的三月八日联盟。在6月27日被任命为新总理后，哈里里曾表示将组成包括反对派在内的全国团结政府。哈里里9月7日向苏莱曼提交了一份拟定的新内阁成员名单，但未获得由真主党主导的反对派支持。哈里里9月10日宣布辞去新总理职位。苏莱曼9月16日再次任命哈里里为总理并责成其组成新一届政府。11月9日组成以萨阿德·哈里里为首的新一届国民团结政府。哈里里担任总理至2011年。

### 第二任期
2016年12月哈里里再次担任总理，并且成立执政联盟，其中包括真主党。2017年哈里里与伊朗最高领袖大阿亚图拉·阿里·哈梅内伊的外交事务顾问阿里·阿克巴尔·韦拉亚提会面。会后，韦拉亚提称哈里里领导的政府是“巨大成功”。

#### 风波
2017年11月4日，正在沙特阿拉伯访问的萨阿德·哈里里宣布辞去总理职务，自称有人想要刺杀他，并指责伊朗干涉地区事务，干涉阿拉伯国家内政。他还指责黎巴嫩真主党是伊朗在黎巴嫩以及其他阿拉伯国家的羽翼。
其後的十四日，哈里里行蹤再沒有被公開，一說是在沙特壓力下被逼請辭後被拘留，另一說是人身自由，能自由活動。前者說法由反對沙特的黎巴嫩真主黨及伊朗所支持，而法國及沙特則支持後者說法。是次神秘辭職風波亦引發了兩方的衝突，雙方互相指責。
11月18日，哈里里離開沙特首都利雅得，前往法國首都巴黎並與法國總統馬克隆會面。會見傳媒時哈里里否認被拘禁，並表示會在22日返回黎巴嫩。12月5日，哈里里收回辞呈。

#### 下台
2019年以來，黎巴嫩经济迅速恶化，债务激增，物价上涨。10月17日，政府提议对网络语音通话软件额外收费，触发持續的大规模示威。10月29日，哈里里宣布辭職。2020年1月21日由哈桑·迪亞布接任總理，至此下台。

### 第三任期
2020年10月22日，哈里里第三次擔任總理。他得到了他的未來運動、PSP和阿馬爾運動的支持，獲得65票，比他的前任迪亞卜少4票，而真主黨與兩個主要的基督教政黨，自由愛國運動和黎巴嫩部隊，都沒有認可他。